# STOMP
STOMP (англ. Simple (or Streaming) Text Oriented Messaging Protocol) — це протокол, заснований на фреймах, змодельованих на основі HTTP.

## Опис
Фрейм складається з команди, набору додаткових заголовків і додаткового тіла. STOMP базується на тексті, але також дозволяє передавати двійкові повідомлення. Стандартним кодуванням для STOMP є UTF-8, але підтримується специфікація альтернативних кодувань для тіл повідомлень. Сервер STOMP моделюється як набір адресатів, куди можна надсилати повідомлення. Протокол STOMP розглядає адресати як непрозорі рядки (opaque string), а їх синтаксис залежить від реалізації сервера. Семантика доставки або «обміну повідомленнями» адресатів може відрізнятися від сервера до сервера і навіть від пункту призначення до пункту призначення. Це дозволяє серверам творчо підходити до семантики, яку вони можуть підтримувати за допомогою STOMP.
Клієнт STOMP — це агент користувача, який може діяти в двох (може одночасно) режимах:
- як постачальник, надсилаючи повідомлення до пункту призначення на сервері через frameSEND
- як споживач, надсилаючи фрейм для певного пункту призначення та отримуючи повідомлення від сервера як фрейми. SUBSCRIBEMESSAGE

Основними принципами розробки STOMP є простота та функціональна сумісність. STOMP розроблено як легкий протокол, який просто реалізувати як на стороні клієнта, так і на стороні сервера в широкому діапазоні мов.
Остання актуальна версія протокол: STOMP 1.2 від 10/22/2012